# 霍建霆
霍建霆（1963年3月6日—），出生于天津市，是已退役的中国职业足球运动员，曾经效力于天津泰达俱乐部。

## 足球生涯
霍建霆在1984年与宋连勇、段举等球员被时任天津队主教练严德俊选调至天津一队，同年便作为主力边锋代表天津队参加甲级联赛，在联赛中打进8球而一鸣惊人。在80年代天津足球的全盛时期，霍建霆是球队的绝对主力，每年都有一定的进球数。凭借在联赛中的出色表现，霍建霆与队友段举被时任中国队主教练高丰文选入参加1988年汉城奥运会的大名单。1994年中国足球职业化伊始，31岁的霍建霆仍然作为天津队的主力球员参加甲B联赛，并打进3球。1995年足协杯，在天津三星客场对阵上海申花的比赛中，霍建霆因为报复上海后卫成耀东而被停赛半年，失去主力前锋的天津队在该赛季艰难保级。1997赛季末天津队降级，在1998赛季中，35岁的霍建霆宝刀不老，打入5球帮助球队升级。1999赛季改打左边后卫，偶有出场机会。2000赛季被卖到乙级队甘肃天马，同年球队冲甲失败，霍建霆随即宣布退役。其整个职业生涯为天津队打入了超过40球。退役后曾经担任过天津汇森女子足球俱乐部的助理教练。
霍建霆在天津队效力16年，曾经与左树声、陈金刚、吕洪祥、段举、宋连勇、沈奕、韩金铭、王俊、于根伟、孙建军、迟嵘亮、张效瑞、芦欣、刘云飞等几代天津球员同场效力过，其职业生涯之长在同年龄段的球员中也是少有的。

## 特点
霍建霆以边锋身份出道，其速度快，体能充沛，穿插跑位和临门一脚的水平很高，即便在他职业生涯的晚期也常常能看到侧凌空抽射破门的精彩画面。霍建霆也是当时天津队的多面手，曾经客串过边后卫，并有稳定发挥。

## 绰号
由于速度快、身体灵活，霍建霆也被球迷称为“火箭艇”；职业联赛开始后，霍建霆一直踢到36岁才退役，又被人称为“霍伯”。